# 韓敘

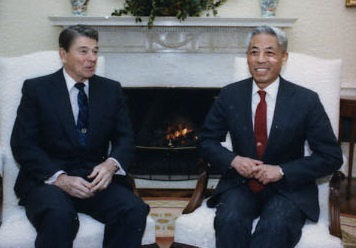
1988年韩叙与美国总统里根在白宫

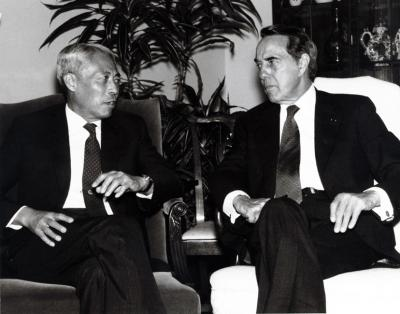
1989年韩叙与美国参议员鲍勃·多尔

韩叙（1924年5月26日—1994年7月19日），原名沈崇健，字叙韩，後倒过来作為姓名，男，江苏南京人，中华人民共和国外交官，曾于1985年至1989年出任中華人民共和國驻美国大使。中共第十二屆、十三屆中央候補委員。

## 生平
韩叙畢業於燕京大學。1949年即进入中央人民政府外交部。1954年和1961年两度参加日内瓦会议；1955年参加万隆会议。在1970年代及1980年代，韩叙参与接待了基辛格、尼克松、里根等的访华。1982年至1985年任外交部副部長。1989年後，任中国人民对外友好协会会长，从事民间外交工作，在此期间并担任第八届全国政协常委会委员、外事委员会主任委员。
1994年7月19日在北京逝世，終年70歲。

## 家庭
- 父：沈家彝
- 兄長是在中國抗日戰爭中，駕機與日艦相撞而戰死的空軍飛行員沈崇誨。